# 불원복 태극기
불원복 태극기(不遠復 太極旗)는 충청남도 천안시 목천읍, 독립기념관에 있는 대한제국시대의 태극기이다. 2008년 8월 12일 대한민국의 국가등록문화재 제394호로 지정되었다.

## 개요
조선 말 전남 구례 일대에서 활약한 의병장 고광순(1848~1907)이 사용한 것으로 알려진 태극기이다. '머지않아 국권을 회복한다'는 不遠復(불원복) 글자가 수놓아져 있어 항일 독립운동과 관련하여 사료적 가치가 크다.

## 같이 보기
- 고광순

## 참고 자료
- 불원복 태극기 - 국가유산청 국가유산포털